# Ohijiwka (obwód winnicki)
Ohijiwka (ukr. Огіївка) – wieś na Ukrainie, w obwodzie winnickim, w rejonie hajsyńskim, w hromadzie Hajsyn. W 2001 liczyła 378 mieszkańców, spośród których 373 wskazało jako ojczysty język ukraiński, a 5 rosyjski